# Sasha Andres
 (mars 2018).
Si vous disposez d'ouvrages ou d'articles de référence ou si vous connaissez des sites web de qualité traitant du thème abordé ici, merci de compléter l'article en donnant les références utiles à sa vérifiabilité et en les liant à la section « Notes et références ».
Sasha Andres, née à Metz, est chanteuse, comédienne et auteure-compositrice-interprète française.

## Biographie
Née à Metz, où sont restés ses parents et sa sœur, elle fait ses études à Metz et Nancy.
Elle poursuivra parallèlement sa passion pour la musique et le théâtre et de nombreuses formations et recherches sur l'énergie et le toucher thérapeutique qui l'amèneront à travailler avec François Jacquemot pour La Forge. Elle travaillera pendant une quinzaine d'années au sein de structures spécialisées avec des populations « dépendantes » (polyhandicapés, personnes à troubles autistiques, personnes âgées...) tout en continuant à passer d'un univers à un autre pour ne jamais cesser ni la musique ni le théâtre.
Elle quitte Metz en 1988 pour suivre les cours de théâtre d'Isabelle Nanty aux Cours Florent, puis sera l'élève de Patrick Bonnel et de Maurice Attias. Elle joue dans la première pièce de théâtre « hors les murs » de la Comédie Française mise en scène par Brigitte Jaques (tournée d'un an et demi). Elle joue dans plusieurs créations théâtrales de Eugé Nil (ex assistant de Tadeuz Kantor).
En musique, avec le bassiste et le batteur de MKB (Olivier Rucheton et Klauz Selosse, ainsi que le pianiste Jean-Stéphane Brosse et le guitariste Jean-François Baldi), elle fonde un groupe de rock expérimental qui s'appellera d'abord Mrs Niet puis The Torch.
À la mort d'Olivier Rucheton, avec Klauz Selosse elle rencontrera les musiciens Philippe Thiphaine et Vivian Morisson avec lesquels ils fonderont Heliogabale, groupe toujours en activité (le batteur Marcel Perrin les rejoindra en 1995 à la suite du décès de Klauz Selosse).
Fille de peintre (Roland Andrès, fondateur du mouvement pictural « Subréaliste », elle peint et expose toujours en son atelier au 35, rue des Jardins à Metz), Sasha Andrès peint elle aussi et fonde en 1993 avec trois autres personnes (Olivier Michoud photographe, Soazig Petit peintre et Guilhem de l'Eprevier peintre) « les Industriels Associés », un collectif destiné à s'exposer ensemble dans de nombreux endroits insolites.
Elle rencontre Virginie Despentes peu avant la sortie de son premier roman « Baise moi » et fera avec elle deux courts-métrages (« dans le lit de Lola », image Hélène Louvart avec Laurent Tuel et « les Jolies Doses » avec Coralie Trinh Thi et Vanessa Demouy) et plusieurs spoken words.
Elle rencontre Siegrid Alnoy en 1995 et fera avec elle un court-métrage (« Nos Enfants ») et deux longs métrages (« Elle est des Nôtres », semaine de la Critique à Cannes et « Nos Familles ») qui lui valent différents prix d'interprétation (dont le Prix Lumière en 2004).
Depuis 1992, Sasha Andres est chanteuse du groupe Heliogabale (6 albums dont le dernier, "Ecce homo", est sorti en 2017).

## Filmographie

### Cinéma
- 1995 : Luc et Marie, court métrage de Philippe Boon et Laurent Brandenbourger.
- 1996 : Le Contre-ciel, court métrage de Siegrid Alnoy.
- 1999 : Nos enfants, court métrage de Siegrid Alnoy.
- 2001 : Mon meilleur amour, court métrage de François Favrat – Jeanne.
- 2003 : Elle est des nôtres (titre international : For She’s a Jolly Good Fellow), de Siegrid Alnoy – Christine Blanc.
- 2010 : Les Mains libres de Brigitte Sy : Marie-Pierre
- 2011 : Bye bye Blondie, long métrage de Virginie Despentes

### Musique de film
- 2001 : Notre amnésie, court métrage de Siegrid Alnoy.

### Télévision
- 2007 : Nos familles de Siegrid Alnoy : Laure

## Distinctions
- 2004 : Prix Lumière du meilleur espoir féminin, pour son rôle Christine Blanc, dans Elle est des nôtres (2003), de Siegrid Alnoy.